# Offline
Der Anglizismus offline ([' ɔflain]; deutsch „kein Zugang zum Internet“, „nicht im Netzwerk“) bezeichnet in der Informatik einen Zustand, in dem ein Gerät, das über eine Kommunikationsschnittstelle verfügt, nicht bereit ist, Daten über diese Schnittstelle zu empfangen oder zu senden. Das Gegenteil davon ist online. Als Offliner werden Menschen bezeichnet, die das Internet nicht nutzen.

## Allgemeines
Der Anglizismus „Online“ leitet sich von englisch on the line ab, wurde zunächst für eine aktive Telefonleitung benutzt und ist mit „telefonisch, durch das Telefon verbunden oder am Telefon“ zu übersetzen. Heute besitzt das Wort einen anderen Begriffsinhalt und bedeutet die temporäre oder permanente Verbindung von Computern durch Telekommunikationsnetze. Entsprechend bedeutet „offline“ (off the line, deutsch „nicht angeschlossen“), dass eine Verbindung mit dem Internet, Intranet oder eine Vernetzung mit anderen Computern oder Peripheriegeräten nicht besteht.

## Arbeitsmodus
Die ON/OFF-Skala geht davon aus, dass Benutzer nur noch dann als offline gelten können, wenn sie über keine webfähigen Geräte verfügen oder diese vollständig ausgeschaltet sind und Daten-Tracking ausgeschlossen ist. Der offline-Arbeitsmodus ist in der Medientheorie die zumindest vorübergehende Inaktivität einer online-Verbindung, oder es handelt sich um Geräte ohne Netzanbindung (Standalone), die dauerhaft offline sind.

## Arten
Sämtliche Trägermedien wie etwa Bücher, CDs, Comics, DVDs, Spielautomaten, Tonträger, USB-Sticks oder Zeitschriften stehen ursprünglich lediglich offline zur Verfügung. Sie können zunehmend jedoch über Onlinemedien aufgerufen werden.
Ein typisches Beispiel für eine Anwendung, die überwiegend offline arbeitet, sind E-Mail-Programme, die während einer kurzen Verbindungszeit die eingetroffenen E-Mails abholen und neu verfasste senden. Die Hauptarbeit – das Lesen und Verfassen – kann während der Zeit ohne eine Verbindung erledigt werden. Ähnlich arbeiten auch Feedreader und Offlinebrowser.
Ein weiteres Beispiel ist die Erstellung von Ablaufprogrammen für Anlagen beziehungsweise Maschinen, während diese arbeiten. Dabei wird das Programm auf einem externen Rechner eventuell auch unter Verwendung von 3D-CAD-Daten offline geschrieben und getestet, um zu einem späteren Zeitpunkt (während eines Service oder Bauteilwechsels) wieder eingespielt zu werden.
Offline können auch Websites sein, die ihren Dienst einstellten oder dort bestimmte Seiten nicht mehr zur Verfügung stellen. Ebenfalls als offline bezeichnet werden beispielsweise auf der lokalen Festplatte gespeicherte Dateien (insbesondere, wenn diese nicht über das Netzwerk anderen Rechnern zur Verfügung gestellt werden) sowie Hardcopys (zum Beispiel Ausdrucke).
Als offline werden im Neudeutschen auch Personen bezeichnet, die gerade nicht über einen Instant Messenger oder ähnlichem via Internet erreichbar sind.